# Andrij Ševčuk
 Andrij Volodymyrovyč Ševčuk (ukrajinsky Андрій Володимирович Шевчук, * 12. srpna 1985, Korosteň) je ukrajinský fotbalový útočník, počátkem roku 2013 bez angažmá.

## Fotbalová kariéra
Svoji fotbalovou kariéru začal v FK Polissja Žytomyr. Mezi jeho další kluby patří: FK Korosten, FK Krystal Cherson, PFK Sevastopol a 1. FC Tatran Prešov.